# Estádio Wankhede

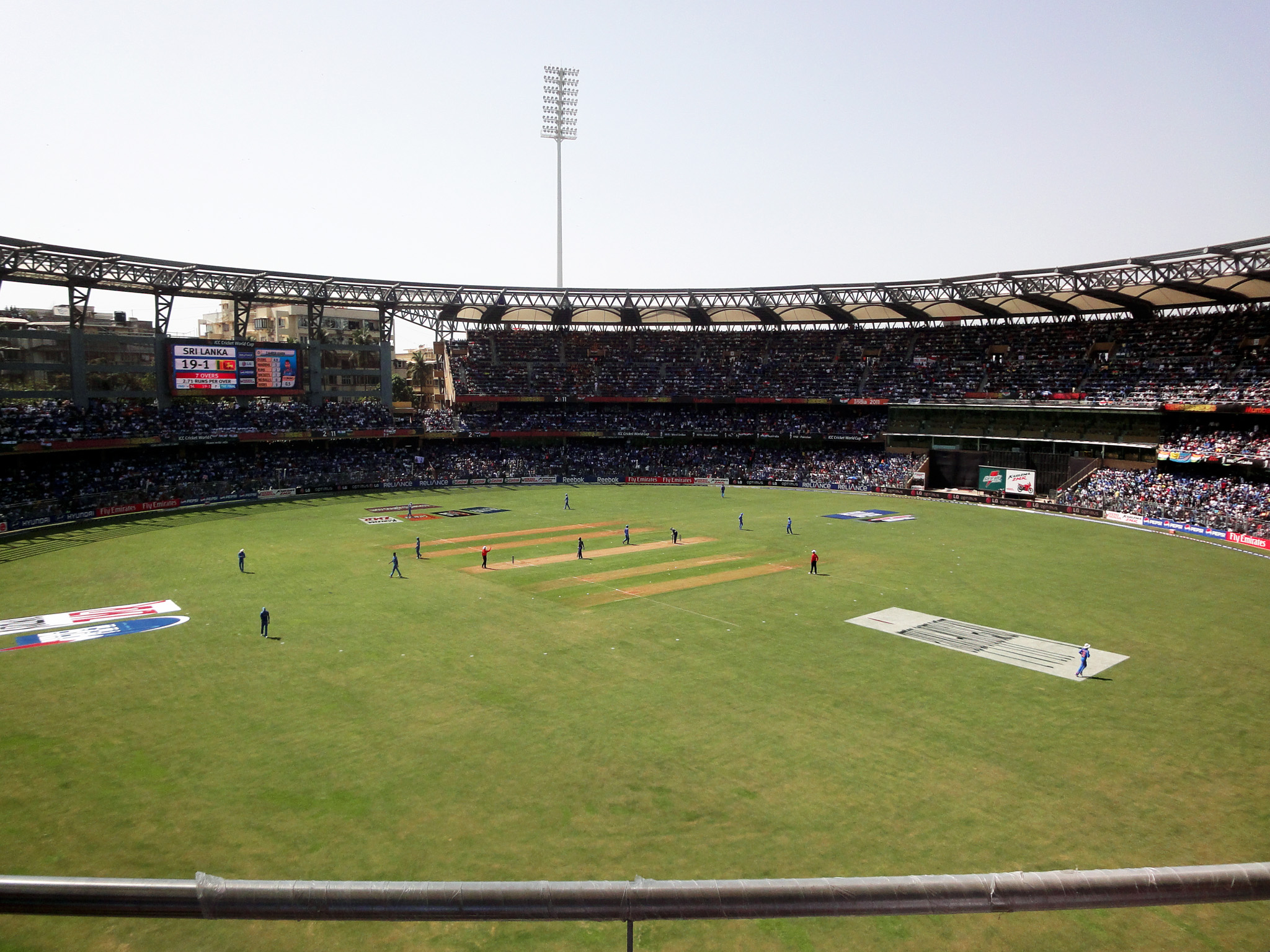

O Estádio Sheshrao Krushnarao Wankhede (em inglês: Sheshrao Krushnarao Wankhede Stadium; em marata: सेशराव कृष्णराव वानखेडे मैदान), ou simplesmente Estádio Wankhede, é um estádio de críquete localizado em Mumbai, na Índia. Inaugurado em 1974, tem capacidade para 45.000 pessoas, e é, ao lado do Estádio de Brabourne, o principal local utilizado para partidas de críquete em Mumbai, considerada a "capital do críquete na Índia".
Tem capacidade para 45 mil espectadores.